# 安賢好
安賢好（韓語：안현호，1994年12月30日—），韓國女演員。2017年從電視劇《逆賊：偷百姓的盜賊》出道，並在《協商的技術》中首次擔任主角。

## 演出作品

### 劇集
| 年份 | 播放平台 | 劇名                   | 角色   | 備註 |
| 2017 | MBC      | 《逆賊：偷百姓的盜賊》 | 武善兒 | 配角 |
| 2017 | MBC      | 《守望者》             | 陳世媛 | 配角 |
| 2017 | SBS      | 《理判事判》           | 金佳英 |      |
| 2018 | tvN      | 《Nine Room》          | 秀智   |      |
| 2020 | tvN      | 《超能警探》           | 安娜   |      |
| 2021 | JTBC     | 《月刊家》             | 桂珠熙 | 配角 |
| 2022 | tvN      | 《O'PENing—XX+XY》     | 鄭才怡 | 主演 |
| 2022 | MBC      | 《以一當百執事》       | 玄靜和 | 配角 |
| 2022 | Disney+  | 《第三人稱復仇》       | 閔善荷 | 配角 |
| 2024 | tvN      | 《畢業》               | 金采允 | 配角 |
| 2025 | JTBC     | 《協商的技術》         | 郭敏貞 | 主演 |

### 電影
| 年份 | 片名                        | 角色   | 性質 | 備註     |
| 2017 | 《鋼鐵雨》                  | 駭客兵 |      |          |
| 2017 | 《모놀로그Monologue》       |        | 主演 | 短篇電影 |
| 2018 | 《화성 가는 길Road to Her》 | 秀智   | 主演 | 短篇電影 |
| 2020 | 《아귀도Fall Out》          | 孝真   | 主演 | 短篇電影 |
| 2022 | 《1號國道》                 | 允瑞   | 主演 |          |
| 2023 | 《信徒2》                   | 警察   |      |          |

## 外部連結
- 安賢好的Instagram帳戶
- 安賢好在NAVER上的资料
- 安賢好在Daum上的资料
- 安賢好在韩国电影数据库（KMDb）上的資料（韓語）
- 安賢好在互联网电影资料库（IMDb）上的資料（英文）
- 安賢好在HanCinema的頁面（英文）